# Vytautas Andriulis
Vytautas Andriulis, echter Name Judickas (* 24. April 1937 in Gūriai, Raseiniai; † 9. Februar 2017) war ein litauischer Verwaltungsjurist und Rechtshistoriker, Professor für Rechtsgeschichte an der Mykolas-Romeris-Universität in Vilnius.

## Leben
Vytautas Andriulis absolvierte 1963 das Diplomstudium an der Rechtsfakultät der Universität Vilnius. 1973 bis 1979 arbeitete er im Institut für Philosophie, Soziologie und Recht, wobei er 1975 promovierte. Andriulis arbeitete dann von 1980 bis 1989 an der Geschichtsfakultät der Universität Vilnius. Er war 1990/1991 in der Abteilung für Gesetze des litauischen Justizministeriums als stellvertretender Direktor und 1991 bis 1993 als Rechtsberater der litauischen Regierung (1991–1993) tätig. 1994–1999 war er wissenschaftlicher Mitarbeiter am Institut für Recht (lit. Teisės institutas) und stellvertretender Direktor. Zugleich war er 1995 bis 1999 Jurist am Obersten Gericht Litauens. Vytautas Andriulis war auch Mitglied der Oberkommission für Berufsethik.
Ab dem 4. Februar 2000 war er als Professor am Lehrstuhl für Rechtsgeschichte der Mykolas-Romeris-Universität tätig.

## Publikationen
- Nusikaltimų prevencijos patirtis Lietuvoje 1918–1940 m.: Antologinė apžvalga. Justitia, Vilnius 2000, ISBN 9986-567-42-4.
- mit M. Maksimaitis, V. Pakalniškis, J. S. Pečkaitis und A. Šenavičius: Lietuvos teisės istorija. Justitia, Vilnius 2002, ISBN 9986-567-81-5.
- Lietuvos statutų (1529, 1566, 1588) šeimos teisė. Monografija. Teisinės informacijos centras, Vilnius 2002, ISBN 9955-557-11-7.